# سيرين بنت شمعون
سيرين بنت شمعون أو شيرين القبطية هي صحابية قبطية روت للنبي محمد عدة أحاديث. كانت جاريةً أهداها المقوقس ملك القبط إلى النبي محمد بن عبد الله مع أختها مارية القبطية. كانت آنذاك مع أختها على دين المسيحية فتركاه ودخلتا في الإسلام. تزوج النبي محمد صلى الله عليه وسلم من السيدة مارية وأهدى أختها سيرين إلى شاعرهِ حسان بن ثابت فأنجبت لهُ عبد الرحمن وحسن إسلامها.

## الحياة
كان أبوها عظيم من عظماء القبط، كما ورد على لسان المقوقس في حديثهِ لحامل رسالة الرسول إليه، وهي من قرية حفن بمحافظة المنيا بصعيد مصر، وقدمت سيرين إلى المدينة المنورة بعد صلح الحديبية في سنة سبع من الهجرة. وذكر المفسرون أن اسمها سيرين بنت شمعون القبطية، وبعد أن تم صلح الحديبية بين الرسول وبين المشركين في مكة، وبدأ الرسول في الدعوة إلى الإسلام، أمر الرسول بكتابة كتباً إلى ملوك العالم يدعوهم فيها إلى الإسلام، وأهتم بذلك اهتماماً كبيراً، فأختار من أصحابه من لهم معرفة وخبرة، وأرسلهم إلى الملوك، ومن بين هؤلاء الملوك هرقل ملك الروم، كسرى أبرويز ملك فارسيون، والمقوقس ملك مصر التابع للدولة البيزنطية والنجاشي ملك الحبشة. وتلقى هؤلاء الملوك الرسائل وردوها رداً جميلاً، ما عدا كسرى ملك فارسيون، الذي مزق الكتاب.
لما أرسل الرسول كتاباً إلى المقوقس حاكم الإسكندرية والنائب العام للدولة البيزنطية في مصر، أرسله مع حاطب بن أبي بلتعة، وكان معروفاً بحكمتهِ وبلاغتهِ وفصاحتهِ. فأخذ حاطب كتاب الرسول إلى مصر وبعد أن دخل على المقوقس الذي رحب به. واخذ يستمع إلى كلمات حاطب، فقال له «يا هذا، إن لنا ديناً لن ندعه إلا لما هو خير منه».
واُعجب المقوقس بمقالة حاطب، فقال لحاطب: «إني قد نظرت في أمر هذا النبي فوجدته لا يأمر بمزهودٍ فيه، ولا ينهي عن مرغوب فيه، ولم أجدهُ بالساحر الضال، ولا الكاهن الكاذب، ووجدت معه آية النبوة بإخراج الخبء والأخبار بالنجوى وسأنظر»
أخذ المقوقس كتاب النبي محمد بن عبد الله ختم عليه، وكتب إلى النبي:
" بسم الله الرحمن الرحيم: إلى محمد بن عبد الله، من المقوقس عظيم القبط، سلام عليك، أما بعد
فقد قرأت كتابك، وفهمت ما ذكرت فيه، وما تدعو إليه، وقد علمت أن نبياً بقي، وكنت أظن أنه سيخرج بالشام، وقد أكرمت رسولك، وبعثت إليك بجاريتين لهما مكان في القبط عظيم، وبكسوة، وأهديتُ إليك بغلة لتركبها والسلام عليك".
وكانت الهدية جاريتين هما: مارية وأختها سيرين. وفي طريق عودة حاطب إلى المدينة، عرض عليها وأختها الإسلام ورغبهما فيه، فأعتنقتاه.